# Pastel azteca

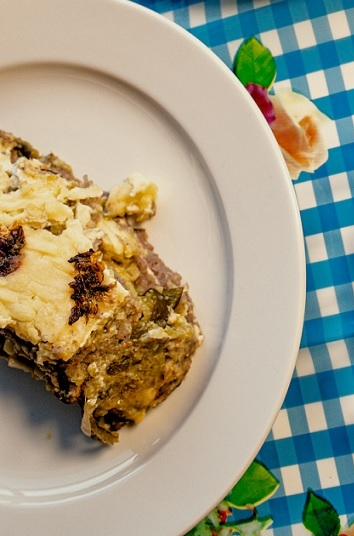
Pastel azteca

El pastel azteca es un platillo típico de la gastronomía mexicana que se hace alternando capas de tortilla de maíz sofritas con capas de salsa de jitomate, rajas de chile poblano, granos de maíz, rajas de cebolla, crema y queso Oaxaca o Chihuahua.
Es común añadir un ingrediente de carne (pollo deshebrado, carne molida de res o de puerco). El pastel azteca se cuece en horno.